# دوور کرالووه ناد لابم
دوور کرالووه ناد لابم (به چکی: Dvůr Králové nad Labem) یک منطقهٔ مسکونی و شهرستان دارای شهرک سابقاً روستا در جمهوری چک است که در منطقه تروتنوف واقع شده‌است. دوور کرالووه ناد لابم ۱۶٬۲۸۲ نفر جمعیت دارد.